# Грейс у вогні
«Грейс у вогні» (англ. Grace Under Fire) — американський телевізійний ситком, який транслювався на телеканалі ABC з 29 вересня 1993 року по 17 лютого 1998 року.
Серіал, створений Чаком Лоррі та спродюсований Carsey-Werner Productions, розповідає про мати-одиначку Грейс Бердетт-Келлі, яка вчиться самостійно виховувати трьох дітей після того, як нарешті розлучилася зі своїм жорстоким чоловіком.
Серіал став частиною хвилі шоу наприкінці 1980-х — у 1990-х роках, які були побудовані навколо одного комедійного актора. Також багато шоу Carsey-Werner Productions були засновані на нетрадиційних, не-нуклеарних сім'ях. «Грейс у вогні» дотримувалася подібної формули: події серіалу відбуваються в маленькому вигаданому містечку Вікторі, штат Міссурі, де проживає Грейс Келлі, розлучена мати-одиначка, яка намагається позбавитися алкогольної залежності. На початку першого сезону героїня розлучається зі своїм жорстоким чоловіком-алкоголіком, з яким прожила вісім років, та намагається розпочати нове життя і не дати своїм дітям зробити ті ж помилки, що й вона. Сюжет шоу оберталося навколо самої Грейс та її дітей — Квентиіна, Ліббі й Патріка, за участю щасливих у шлюбі сусідів Надін і Вейда Свобода та самотнього фармацевта Рассела Нортона.
Незважаючи на початковий успіх, шоу зіткнулося з виробничими труднощами, значною мірою через особисту боротьбу Батлера, що призвело до зміни акторського складу і падіння рейтингів. Зрештою, його було скасовано у 1998 році після п'яти сезонів.

## Головний акторський склад
- Бретт Батлер — Грейс Бердетт-Келлі
- Дейв Томас — Рассел Нортон
- Джулі Вайт — Надін Свобода (1993—1997)
- Кейсі Сандер — Вейд Свобода
- Джон Пол Стюер — Квентін Келлі (1993—1996)
- Сем Горріган — Квентін Келлі (1996—1998)
- Кейтлін Каллум — Ліббі (Елізабет Луїза) Келлі
- Ділан і Коул Спроус — Патрік Келлі
- Чарльз Галлахан — Білл Девіс (1993—1994)
- Волтер Олькевич — Дугі Будро (1993—1994; повторювана роль у 1994—1996)
- DC (Дон Каррі) — Ді Сі (1997—1998)
- Лорен Том — Дот (1997—1998)